# Scorn Defeat
| Recensione | Giudizio |
| ---------- | -------- |

Scorn Defeat è il primo album in studio della band black metal giapponese Sigh, pubblicato nel 1993 dalla Deathlike Silence Productions. È l'album black metal più tradizionale della band, che assume una formula singolarmente inquietante e audace dal punto di vista dei testi rispetto ai loro colleghi scandinavi. L'album prende il titolo da una riga nella traccia del titolo dall'album del 1981 di Venom Welcome to Hell. In Scorn Defeat, la battuta stessa è detta in "At My Funeral".

## Ristampe
La prima edizione di Scorn Defeat presenta un'illustrazione in bianco e nero sulla copertina. Nella seconda edizione, ristampata nel 1994, è presente un'immagine del chitarrista Shinichi Ishikawa. Entrambi sono fuori stampa da tempo a causa della scarsa distribuzione, poiché sono stati pubblicati su Deathlike Silence dopo la morte del suo fondatore Euronymous e poco prima della sua chiusura.
Nel 2000 l'album è stato ristampato da Psychic Scream Entertainment, con una bonus track, The Seven Gates of Hell, che è una copertina di Venom, e un artwork completamente nuovo.
Una versione in vinile è stata anche rilasciata da Vinyl Collectors (limitata a 500 copie), con inclusa una cover di Carnage dei Mayhem.
Ristampato nel 2009 da Enucleation (ancora una volta con un nuovo artwork), questa versione include l'EP Requiem for Fools (1992). The Seven Gates of Hell, tuttavia, non è inclusa in questa versione.
Nel 2011 Deepsend Records ha ristampato l'album ancora una volta. Questa versione in doppio CD include tutte le tracce della ristampa del 2009 su CD 1 e altre tracce inedite, demo e cover su CD 2.

## Tracce
Lato Revenge
1. A Victory of Dakini – 6:50
2. The Knell – 4:20
3. At My Funeral – 5:43
4. Gundali – 5:56

Lato Violence
1. Ready for the Final War – 9:15
2. Weakness Within – 3:07
3. Taste Defeat – 7:55

Tracce bonus dell ristampa 2009
1. The Knell [Requiem For Fools 7 "EP (92)] - 3:21
2. Desolation [Requiem For Fools 7 "EP (92)] - 4:16
3. Taste Defeat [Requiem For Fools 7 "EP (92)] - 7:27
4. Suicidogenic [Split 7 "EP con Kawir (94)] - 3:10
5. Schizo [Split 7 "EP With Kawir (94)] - 3:19

Tracce bonus della ristampa 2011 (CD 2)
1. Black Metal (cover dei Venom ) - 2:40
2. The Zombie Terror - 9:40
3. The Seven Gates of Hell (cover dei Venom) - 4:33
4. Carnage (cover dei Mayhem ) - 3:14
5. Weakness Within [Desolation Demo] - 3:06
6. Desolation Of My Mind [Desolation Demo] - 3:17
7. Mentally Numb [Desolation Demo] - 0:57
8. Death Throes [Tragedies Rough Mix] - 2:06
9. Sigh [Tragedies Rough Mix] - 2:12
10. Mentally Numb [Tragedies Rough Mix] - 5:53
11. Desolation [Tragedies Rough Mix] - 2:04

## Formazione
- Mirai Kawashima - voce, tastiera, basso
- Shinichi Ishikawa - chitarra
- Satoshi Fujinami - batteria